# Susanna Ronus
Susanna Ronus (* 10. Februar 1769 in Biel; † 30. Mai 1835 in Basel) war eine schweizerische Schriftstellerin. Sie verfasste hauptsächlich Märchen und Erzählungen für Kinder und Jugendliche sowie Literatur für Frauen. Sie veröffentlichte ihre ersten Werke unter dem Pseudonym „Selma“. Ihre Werke wurden meist von dem Schriftsteller und Pfarrer Johann-Conrad Appenzeller herausgegeben.

## Biografie
Ronus wurde als Älteste von drei Kindern des schweizerischen Tuchhändlers Jeremias Ronus und Anna Katharina Heilmann geboren. Sie wuchs bei ihrer Tante Elise Heilmann-Bourquin in Biel auf. Einen Teil ihres Lebens verbrachte sie in Basel. Sie arbeitete als Erzieherin und übernahm nach dem Tod ihres Vaters († 27. Dezember 1787) gemeinsam mit ihrer Mutter und ihrer Schwester Catharina die Leitung der Tuchfabrik Sommerzeug- und Tuchhandlung am Kornmarkt in Basel. Außerdem verbrachte sie viel Zeit in Biel, da sie nach dem Tod ihrer Tante die Erziehung für ihren einzigen Sohn, Georg Friedrich Heilmann übernahm. Nachdem auch ihre Mutter und ihre Geschwister in einem Zeitraum von fünf Jahren gestorben waren, übernahm sie von 1810 bis 1818 die Leitung der Tuchfabrik. Die Fabrik ihres Vaters verkaufte sie nach dem Tod ihres Onkels.
Im Alter von 58 Jahren, nach Drängen der Verwandtschaft und des Freundes Johann-Conrad Appenzeller veröffentlichte sie ihr erstes Werk unter dem Pseudonym „Selma“ herauszugeben. Die zweite Frau von Johann Conrad Appenzeller wurde ebenfalls von ihm als Autorin gefördert. Aus diesem Grund wurde Ronus fälschlicherweise als Johann Appenzellers Ehefrau beschrieben. Sie blieb ledig.

## Epoche
Die Werke von Susanna Ronus stammen zeitlich, sowie inhaltlich aus der Zeit der Aufklärung. Ihre Werke sind geprägt durch moralisch-religiöse sowie pädagogische Elemente, die es zu vermitteln galt. Typisch für die Jugendliteratur der Aufklärung war es, eine realgetreue Szenerie zu schaffen, die den Zuhörern schließlich als Vorbild dienen sollte. Besonderer Wert wird auf das richtige Verständnis gelegt, das aus Lehren der Texte gezogen werden kann. Sie bedienen sich an einem Wirklichkeitsmodell, das dem Leser einen Realitätsbezug verschafft, um diese Lehren leicht verständlich zu vermitteln. Es geht dabei um Wertvorstellungen, tugendhaftes Verhalten, das die jungen Leser als Vorbild nutzen und in ihr eigenes Leben übertragen sollen. Die Aufgabe der Jugendliteratur der Aufklärung besteht darin, die Kinder und Jugendlichen in die Welt der Erwachsenen so gut wie möglich einzuführen.

## Werk
Ronus schrieb ihre Werke mit einer didaktischen Absicht. Es sind pädagogisch-moralische Erzählungen, die Zielgruppe sind Kinder, vor allem Mädchen und Frauen. Thematischer Schwerpunkt sind Probleme von Frauen: Verlobung und Ehe, Schwangerschaften, liebe Tanten und Schwestern und eigensinnige Mädchen. Bis 1837 veröffentlichte Susanna Ronus sieben Publikationen unter ihrem Pseudonym Selma. Es waren stimmungsvolle oder auch drastische Geschichten, die sie selbst als Warnungsgeschichten bezeichnete.
In Selmas Erzählungen aus der Romanwelt des wirklichen Lebens (1834) geht es in der Erzählung Die Hausfrau um allgemeingültige Ideale, die eine Ehefrau mit in die Ehe bringen sollte. Im letzten Kapitel meint sie, dass geistige Bildung und Anstand sich äußerst gut mit den Pflichten der Hausfrau, sowie liebevollen mütterlichen Pflichten vereinen ließen. 

## Romane und Erzählungen
- 1832: Die Waisen: Eine Erzählung in Briefen
- 1832: Grossvaters Erzählungen und Märchen für die Jugendwelt (1832) J.C. Appenzeller. Winterthur: Steinerische Buchhandlung.
- 1833: Der Tante Märchenbuch oder Abendunterhaltungen für die weibliche Jugend, von Selma, 2 Bändchen. Winterthur: Steiner.
- Der kleine Kalepin- in Fundstücke der schweizer Erzählkunst, 1800–1840. Hrsg. von Rémy Charbon.
- 1834: Selmas Erzählungen aus der Romanwelt des wirklichen Lebens. Hrsg. von J.C. Appenzeller. Aarau: Sauerländer.
- 1835: Nathalie. Briefroman in drei Teilen. Hrsg. J.C. Appenzeller. Zürich: Schultheß
- 1837: Erzählungen der alten Marliese für Kinder. Winterthur: Verlag der Steinerischen Buchhandlung.
- 1851: Die Reise in die Kinderherzen. Eine Erzählung für die Jugend von Tante Selma. Berlin: J.A. Wohlgemuth.